# James Gibson Lorimer
Pour les articles homonymes, voir James Lorimer et Lorimer.
James Gibson "Jim" Lorimer (3 juin 1923-25 octobre 2012) est un homme politique canadien de la Colombie-Britannique. Il est député provincial néo-démocrate de la circonscription britanno-colombienne de Burnaby-Willingdon d'une élection partielle en 1969 à 1975 et de 1979 à 1983.
Il est ministre dans le cabinet du premier ministre Dave Barrett aux postes de ministre des Affaires municipales de septembre 1972 à décembre 1975 et ministre du Transport commercial de septembre 1972 à mai 1973.

## Biographie
Né à Victoria, Lorimer participe outre-mer pendant la Seconde Guerre mondiale avec la The Canadian Scottish Regiment (Princess Mary's). Après le conflit, il est débardeur, pêcheur et ouvrier de chantier naval alors qu'il étudie le droit à l'université de la Colombie-Britannique. À la suite de ses études, il pratique à Grand Forks et Vancouver.
Il est candidat sans succès dans la circonscription fédérale de Vancouver Quadra en 1957.
Lorimer entame une carrière publique en servant comme conseiller municipal de Burnaby de 1966 à 1968.
Après son passage à l'Assemblée législative de la Colombie-Britannique, Lorimer sert comme directeur de la BC Hydro et comme président du conseil d'administration de la BC Harbours.
Lorimer meurt en Colombie-Britannique en octobre 2015 à l'âge de 89 ans.
Le Jim Lorimer Park de Burnaby et nommé en son honneur.